# 서간체 소설
서간체 소설(書簡體小說)은 등장인물의 편지(서간)를 이용하여 이야기를 전개하는 소설의 형식이다. 실제 편지를 편집한 것이나, 편지 형식을 빌린 경우의 소설을 의미한다. 등장인물에게 친근감을 주며 내면 심리를 상세하게 묘사할 수 있다는 장점이 있다. 그 예시로 12세기에 써진 <아벨라르와 엘로이즈>가 있는데, 서간을 편집한 형태로 출간되었다. 특히 18세기 프랑스 등지에서 활발하게 창작되었다.

## 사례
- 아벨라르와 엘로이즈
- 젊은 베르테르의 슬픔
- 아우를 위하여
- 신 엘로이즈

## 같이 보기
- 파운드 푸티지
- 서간집
- BBC 라디오 4